# 34 TCN
Năm 34 TCN là một năm trong lịch Julius. 